# Rejon kowyłkiński
Rejon kowyłkiński (ros. Ковылкинский район, moksza Лашмань аймак) – jednostka administracyjna wchodząca w skład Republiki Mordowii w Rosji.
Centrum administracyjnym rejonu jest miasto Kowyłkino, a główną rzeką Moksza. W jego granicach usytuowane są m.in. wsie: Bolszoj Azjas, Izosimowka, Kazjonnyj Majdan, Klinowka, Koczełajewo, Krasnyj Szadym, Kurnino, Mamołajewo, Mordowskoje Wieczkienino, Mordowskoje Kołomasowo, Nowoje Mamangino, Parapino, Russka Łaszma, Rybkino, Tokmowo, Troick. Rejon jest bogaty w lasy (ponad 35 tys. ha).